# 福王寺薬師堂
福王寺薬師堂（ふくおうじやくしどう）は、東京都町田市野津田町字暖沢にある寺院。通称は野津田薬師堂（のつだやくしどう）で、薬師池公園内の北西にある。

## 本尊像
「木造薬師如来坐像（もくぞうやくしにょらいざぞう）」
欅（ケヤキ）材の一木造、素地、彫眼の像
町田市指定有形文化財。寅年の4月から5月ごろに御開帳される。

## 管理団体
- 野津田華厳院（けごんいん）

## 歴史
天平年間（729年 - 749年）の草創 行基菩薩が薬師如来を彫った。薬師堂が開山。
もとは北方にあったが新田義貞らの兵火により焼失 。

### 沿革
- 1576年（元亀4年） - 僧興満（こうまん）が暖沢（ぬぐざわ）に再興し、福王寺薬師堂と称した。
- 1883年（明治16年） - 現在の薬師堂が再建[1]。
- 1987年（昭和62年） - 本尊像が町田市の有形文化財に指定[3]。